# Río White (Dakota del Sur)
El río White (en inglés: White River, que literalmente significa río Blanco) es un río de los Estados Unidos, un largo afluente del río Misuri que recorre 930 km a través de los estados de Nebraska y Dakota del Sur. El nombre deriva del color blanco-grisáceo del agua, función de la arena erosionada, el barro y las cenizas volcánicas transportadas por el río. Drena una cuenca de aproximadamente 26 000 km², fluyendo por una región escasamente poblada de colinas, mesetas y terrenos baldíos.
El río Blanco nace en el noroeste de Nebraska, en el escarpe  de Pine Ridge , al norte de Harrison, a una altitud de 1482 m.s.n.m. Fluye al sureste pasando luego al noreste de Fort Robinson  y al norte de Crawford. Cruza por el suroeste de Dakota del Sur y fluye hacia el norte a través de la Reservación India de Pine Ridge (Pine Ridge Indian Reservation) , y luego al noreste, recibiendo al arroyo Wounded Knee (160 km) y fluyendo entre las unidades del Parque nacional Badlands. En el extremo norte de la reserva discurre hacia el este-noreste y sureste, formando el límite norte de la reserva y el límite sur de la pradera nacional Buffalo Gap (Buffalo Gap National Grassland). Recibe al río Little White (377 km)  a unos 24 km al sur de Murdo, y fluye hacia el este para unirse al Misuri en el lago Francis Case (un amblase artificial en el Misuri de 410 km²), a unos 24 km al suroeste de Chamberlain.

## Works cited
- Benke, Arthur C., ed., and Cushing, Colbert E., ed.; Galat, David L.; Berry, Charles R., Jr.; Peters, Edward J., and White, Robert G. (2005). "Chapter 10: Missouri River Basin" in Rivers of North America. Burlington, Massachusetts: Elsevier Academic Press. ISBN 0-12-088253-1.